# Kondwani Mtonga
Kondwani Mtonga (Lusaka, 12 de fevereiro de 1984) é um futebolista profissional zambiano que atua como meia.

## Carreira
Kondwani Mtonga representou o elenco da Seleção Zambiana de Futebol no Campeonato Africano das Nações de 2015.